# Pokémon: Detektyw Pikachu
Pokémon: Detektyw Pikachu (ang. Pokémon Detective Pikachu) – amerykańsko-japońsko-kanadyjski film fabularny z 2019 roku w reżyserii Roba Lettermana, powstały na podstawie serii Pokémon Satoshiego Tajiri oraz gry Detective Pikachu z 2016 roku. Wyprodukowany przez wytwórnie Legendary Pictures i Tōhō.
Premiera filmu odbyła się 3 maja 2019 w Japonii. Tydzień później, 10 maja, obraz trafił do kin na terenie Stanów Zjednoczonych. W Polsce premiera filmu odbyła się 31 maja 2019.

## Fabuła
Ryme City to nowoczesna metropolia, gdzie ludzie i Pokémony żyją obok siebie. Pewnego dnia genialny detektyw Harry Goodman znika bez śladu w niewyjaśnionych okolicznościach. Jego dwudziestojednoletni syn Tim próbuje się dowiedzieć, co się z nim stało. W śledztwie pomaga mu zawodowy partner Goodmana, detektyw Pikachu. Ten dowcipny i sprytny Pokémon słynie z nieszablonowych pomysłów – czasem tak szalonych, że sam jest zaskoczony. Tim i Pikachu znajdują kolejne poszlaki i wpadają na ślad straszliwego spisku, który może położyć kres pokojowemu współistnieniu mieszkańców Ryme City i zniszczyć świat Pokémonów.

## Obsada
| Postać                 | Aktor          | Polski dubbing        |
| ---------------------- | -------------- | --------------------- |
| Pikachu                | Ryan Reynolds  | Maciej Stuhr          |
| Tim Goodman            | Justice Smith  | Krzysztof Chodorowski |
| Lucy Stevens           | Kathryn Newton | Katarzyna Kanabus     |
| Howard Clifford        | Bill Nighy     | Grzegorz Wons         |
| Roger Clifford         | Chris Geere    | Kazimierz Mazur       |
| Jack                   | Karan Soni     | Patryk Czerniejewski  |
| Detektyw Hideo Yoshida | Ken Watanabe   | Adam Bauman           |

## Odbiór

### Zysk
Film Pokémon: Detektyw Pikachu zarobił 144,1 miliona dolarów w Stanach Zjednoczonych i Kanadzie oraz 288,9 miliona dolarów w pozostałych państwach; łącznie 433 miliony dolarów, przy budżecie produkcyjnym 150 milionów dolarów.

### Krytyka
Film Pokémon: Detektyw Pikachu spotkał się z mieszaną reakcją krytyków. W serwisie Rotten Tomatoes 68% z dwustu pięćdziesięciu siedmiu recenzji filmu jest pozytywne (średnia ocen wyniosła 6,00 na 10). Na portalu Metacritic średnia ocen z 48 recenzji wyniosła 53 punkty na 100.